# کاتارینا وکومانوویچ
کاتارینا وکومانوویچ (سیریلیک صربی: Катарина Вукомановић؛ زادهٔ ۲۶ اکتبر ۱۹۹۰) بازیکن والیبال اهل صربستان است.